# Polymera (Polymera) superba
Polymera (Polymera) superba is een tweevleugelige uit de familie steltmuggen (Limoniidae). De soort komt voor in het Neotropisch gebied.